# 際波信号場
際波信号場（きわなみしんごうじょう）は、山口県宇部市大字際波にある、西日本旅客鉄道（JR西日本）宇部線の信号場である。
かつて宇部線宇部港駅と美祢線美祢駅間では24時間体制で石炭・石灰石輸送の貨物列車が運行されており、宇部港駅の貨物取扱量が日本一であった当時は当信号場での離合列車も多数あったが、貨物列車が廃止された現在は旅客列車が数本離合を行う程度である。

## 歴史
- 1970年（昭和45年）7月30日：開設[1]。

## 構造
岩鼻駅 - 宇部駅間にある2線の信号場。
一見一線スルー構造のように見えるが、全列車とも進行方向左側の線路を使用するため、岩鼻駅方面の列車は分岐器通過のため前後で減速する。

## 周辺
耕作地および団地が広がる。ここ数年、平行する県道宇部船木線沿いを中心に市街地化が進展しつつあるが、宇部駅に近い（宇部駅から約1.2km）こともあり、駅への昇格などを求める動きは見られない。

## 隣の施設
西日本旅客鉄道（JR西日本）
■宇部線
岩鼻駅 - 際波信号場 - 宇部駅